# 狩場沢駅
狩場沢駅（かりばさわえき）は、青森県東津軽郡平内町大字狩場沢字檜沢（ひのきさわ）にある、青い森鉄道青い森鉄道線の駅である。

## 歴史
- 1894年（明治27年）1月4日：開業[1]。
- 1909年（明治42年）12月1日：電報取扱開始[2]。
- 1962年（昭和37年）2月1日：貨物取扱を廃止[3]。
- 1963年（昭和38年）3月31日：電報取扱廃止[4]。
- 1980年（昭和55年）5月1日：無人化[5]。1991年頃までは管理駅派遣による出札が行われていた。同時に荷物扱い廃止[1]。
- 1987年（昭和62年）4月1日：国鉄分割民営化により、JR東日本の駅となる[1]。
- 2010年（平成22年）12月4日：東北新幹線全線開業に伴い、青い森鉄道に移管。
- 2021年（令和3年）3月13日：同日実施のダイヤ改正で、前日まで通過していた八戸行始発電車の停車開始[6]。

## 駅構造
単式ホーム2面2線を持つ地上駅である。元々は2面3線であったが、中線は架線等が撤去され、保線車両の待機線となっている。互いのホームは跨線橋で連絡している。
野辺地駅管理の無人駅。以前は有人駅時代の駅舎があったが、立て替えられ簡素なものになった。下りホームにも待合室がある。

### のりば
| ホーム | 路線          | 方向 | 行先           |
| ------ | ------------- | ---- | -------------- |
| 駅舎側 | ■青い森鉄道線 | 上り | 八戸・目時方面 |
| 反対側 | ■青い森鉄道線 | 下り | 青森方面       |

※案内上の番線番号は設定されていない。

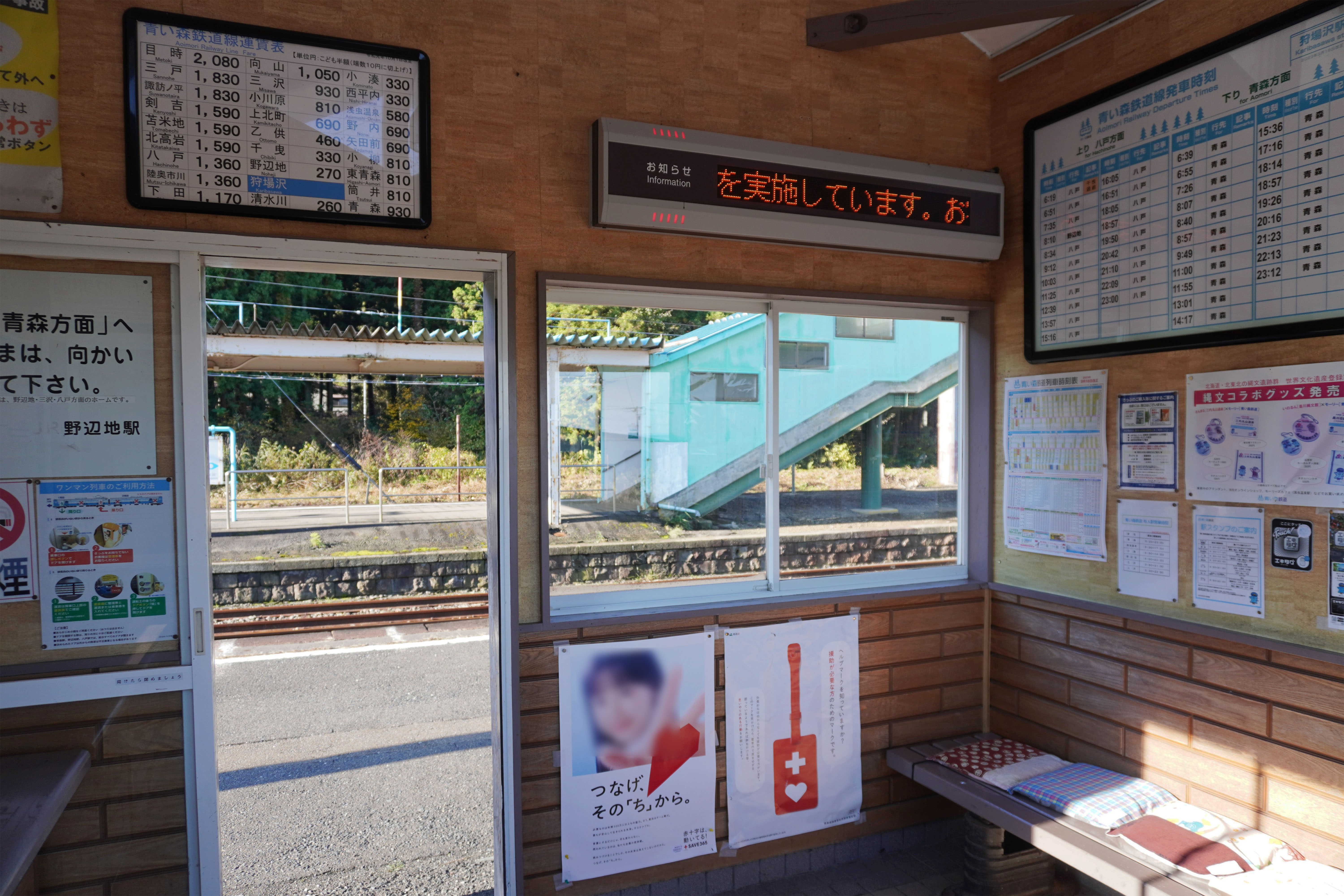
駅舎内（2023年10月）
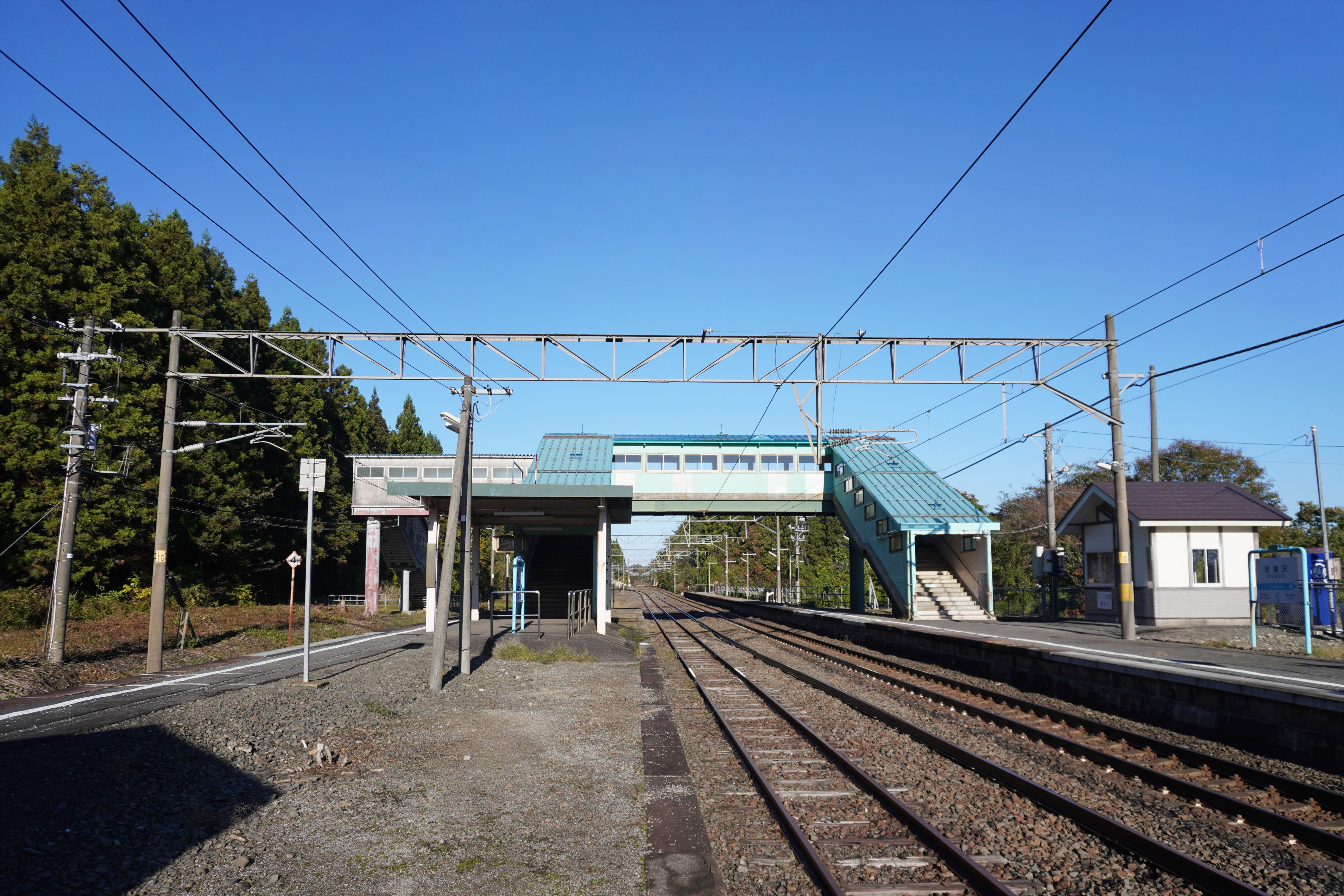
ホーム（2023年10月）

## 利用状況
| 1日乗降人員推移 | 1日乗降人員推移 |
| 年度            | 1日平均人数     |
| --------------- | --------------- |
| 2011年          | 31              |
| 2012年          | 40              |
| 2013年          | 30              |
| 2014年          | 33              |
| 2015年          | 43              |
| 2016年          | 43              |
| 2017年          | 44              |
| 2018年          | 45              |

## 駅周辺
- 青森県道209号狩場沢停車場線
  - 国道4号
- 津軽藩関所跡
- 野辺地湾

## 隣の駅
青い森鉄道
■青い森鉄道線
野辺地駅 - 狩場沢駅 - 清水川駅